# Armorial d'Åland
Outre les armoiries de la région, les seize communes d'Åland possèdent chacune leur blason.
| Blason | Nom de la ville, blasonnement et remarques |
| ------ | --- |
|        | Brändö - Coupé échancré de gueules à une mouette d'argent et d'argent à un poisson de gueules. Conçu par Matts Dreijer, approuvé par le conseil municipal le 5 avril 1952, confirmé par le gouvernement ålandais le 9 avril 1952. |
|        | Eckerö - D'argent à un navire de gueules. Conçu par Matts Dreijer, approuvé par le conseil municipal le 31 janvier 1952, confirmé par le gouvernement ålandais le 27 février 1952. |
|        | Finström - De gueules à une divise ondée d'argent en pointe surmontée d'un chêne d'or. Différences entre dessin et blasonnement : L'arbre est dessiné arraché, bien que le blasonnement ne le précise pas.. Conçu par Matts Dreijer, approuvé par le conseil municipal le 22 mai 1948, confirmé par le gouvernement ålandais le 19 décembre 1951.                                                               |
|        | Föglö - D'azur à trois canards d'or ordonnés 2 et 1. Différences entre dessin et blasonnement : Les canard sont dessinés volant en bande, ce qui n'est pas précisé dans le blasonnement.. Conçu par Matts Dreijer et A. W. Rancken, approuvé par le conseil municipal le 15 septembre 1948, confirmé par le gouvernement ålandais le 31 octobre 1951.                                                           |
|        | Geta - D'azur à une chèvre rampante d'or. Conçu par Matts Dreijer, approuvé par le conseil municipal le 19 janvier 1948, confirmé par le gouvernement ålandais le 19 décembre 1951. |
|        | Hammarland - D'azur à un navire viking d'or posé de front, à la champagne d'or chargée d'une montagne de trois coupeaux de gueules. Conçu par Matts Dreijer, approuvé par le conseil municipal le 14 février 1948 et le 20 décembre 1951, confirmé par le gouvernement ålandais le 28 décembre 1951. |
|        | Jomala - D'azur à saint Olaf tenant un globe et une hache d'armes sur un trône d'or. Conçu par Matts Dreijer, approuvé par le conseil municipal le 21 novembre 1947, confirmé par le gouvernement ålandais le 27 février 1952. |
|        | Kökar - D'azur à un poisson courbé d'argent lorré, peautré et crété de gueules. Différences entre dessin et blasonnement : Le poisson est posé en pal, ce qui n'est pas précisé dans le blasonnement.. Conçu par Matts Dreijer, approuvé par le conseil municipal le 30 novembre 1947, confirmé par le gouvernement ålandais le 16 avril 1952.                                                                  |
|        | Kumlinge - De gueules à une aigle éployée d'or debout sur une pyramide de galets d'argent. Différences entre dessin et blasonnement : L'aigle est dessinée « au vol abaissé » sans que ce soit précisé dans le blasonnement.. Conçu par Matts Dreijer, approuvé par le conseil municipal le 15 février 1951, confirmé par le gouvernement ålandais le 19 décembre 1951.                                         |
|        | Lemland - De sable à une chapelle d'or ajourée de gueules surmontée de deux croix d'or aux branches terminées par des triangles de gueules. Conçu par Matts Dreijer, approuvé par le conseil municipal le 22 décembre 1947, confirmé par le gouvernement ålandais le 28 décembre 1951. |
|        | Lumparland - D'azur à une gerbe d'or accostée par deux poissons d'argent lorrés, peautrés et crétés de gueules. Différences entre dessin et blasonnement : les poissons sont dessinés affrontés, ce qui n'est pas précisé dans le blasonnement.. Conçu par Matts Dreijer, approuvé par le conseil municipal le 20 décembre 1947, confirmé par le gouvernement ålandais le 16 avril 1952                         |
|        | Mariehamn - D'azur à une ancre d'or, au chef d'or chargé de trois feuilles de tilleul de sinople. Conçu par Nils Byman pour remplacer l'ancien blason de la ville, adopté le 14 mars 1881 (à droite), approuvé par le conseil municipal le 15 septembre 1949, confirmé par le gouvernement ålandais le 19 décembre 1951.                                                                                        |
|        | Saltvik - De gueules mantelé d'or à deux fleurs de lis du même. Différences entre dessin et blasonnement : le blasonnement est complètement fautif. Ce qui est dessiné serait plutôt : Mantelé d'or à trois ombres de fasces et de gueules à deux fleurs de lis du champ.. Conçu par Matts Dreijer, approuvé par le conseil municipal le 6 février 1949, confirmé par le gouvernement ålandais le 9 avril 1952. |
|        | Sottunga - D'azur à un navire d'or sommé d'un drapeau de gueules et naviguant sur une jumelle ondée d'or. Conçu par Matts Dreijer, approuvé par le conseil municipal le 30 décembre 1947, confirmé par le gouvernement ålandais le 27 mars 1952. |
|        | Sund - De gueules à une tour entre ses avant-murs d'or. Conçu par Matts Dreijer, approuvé par le conseil municipal le 27 décembre 1947, confirmé par le gouvernement ålandais le 19 décembre 1951. |
|        | Vårdö - D'azur à un phare d'argent à la flamme d'or et de gueules. Conçu par Matts Dreijer, approuvé par le conseil municipal le 29 décembre 1947, confirmé par le gouvernement ålandais le 20 février 1952. |